# Welberg

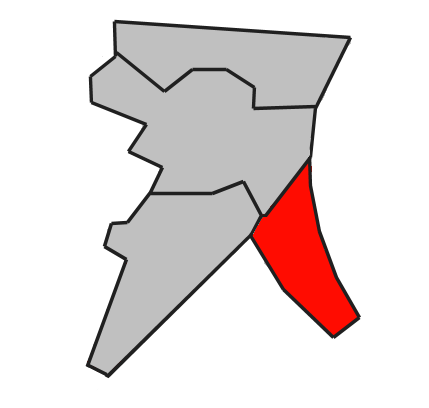
Locatie van de wijk Welberg

Welberg is een dorp in de gemeente Steenbergen in de Nederlandse provincie Noord-Brabant. In het plaatselijk dialect wordt steevast het lidwoord de aan Welberg verbonden, en woont men niet in maar op de Welberg.

## Etymologie
De oudste spelling, uit 1359, is Welberghe. De naam is samengesteld uit wel (bron, put) en berg (terreinverheffing of wellicht berging, bergplaats).

## Geschiedenis
Welberg is ontstaan als een agrarisch lintdorp langs de Welbergse dijk. Later ontstond een nieuw lint haaks op de dijk, de Kapelaan Kockstraat. Deze straat en de Laurentiusdijk verbinden Welberg met de stad Steenbergen. 
De komst van kerk en klooster leidden ertoe dat zich in Welberg een bescheiden dorpskern ontwikkelde. In 1928 werd de parochie Welberg afgesplitst van die van Steenbergen en werd de Sint-Corneliuskerk gebouwd. In 1928 kwamen de Franciscanessen van Dongen naar Welberg, en werd het klooster gebouwd. In 2010 is het overgegaan naar SDW, die er jongeren in ondergebracht heeft. Het klooster Stella Maris is nadat de paters vertrokken zijn in particuliere handen overgegaan. Nadat er een asielzoekerscentrum in gevestigd is geweest heeft een uitzendorganisatie het gebouw voor een groot deel weer in originele staat teruggebracht en er zijn nu appartementen voor Oost-Europese werknemers in aangelegd. Mede door dit zogenaamde Polenhotel is het aantal arbeidsmigranten in de gemeente Steenbergen explosief gegroeid.
In november 1944 leverde het Canadese Algonquin Regiment hier 5 dagen slag met Duitse troepen om de bevrijding van Steenbergen en Welberg. Aan de Canadezenweg staat een klokkenstoel als herdenkingsmonument.
Alhoewel Welberg sinds 2007 weer de status van dorp heeft gekregen, wordt het tevens als een van de vier wijken van de stad bestuurd.

## Bezienswaardigheden
- De Sint-Corneliuskerk uit 1928, aan Kapelaan Kockstraat 44, werd ontworpen door B.P.J. en A.W. Oomen. Het is een bakstenen kruiskerk met zadeldak en een verlaagd transept. De toren heeft een overhoekse spits. De bakstenen ornamenten, waaronder paraboolramen, zijn in de trant van de Amsterdamse School.
- Voormalig Klooster Stella Maris uit 1928, aan Kapelaan Kockstraat 91-93, werd in 2010 verbouwd en uitgebreid met behoud van het oorspronkelijke uiterlijk.
- Mariakapel, uit 1933, aan de Hoogstraat. Vooral in de jaren 70 van de 20e eeuw werd dit kapelletje regelmatig de prooi van vandalisme. Later werd het gerestaureerd en voorzien van een houten Mariabeeld.
- Het oorlogsmonument aan de Canadezenweg, een klokkenstoel ter herinnering aan de bevrijding door Canadese troepen.

## Natuur en landschap
De Boomvaart of Wouwse Beek loopt vanuit het zuidoosten naar Welberg. Parallel hieraan ligt de Boomdijk. De bochten in de dijk en enkele wielen getuigen van vroegere dijkdoorbraken. Ten westen van deze dijk ligt het natuurgebied Oudland.

## Onderwijs
Er is één basisschool op de Welberg, de R.K basisschool Pius X.

## Verenigingsleven
Welberg telt veel verenigingen, waaronder de voetbalvereniging SC Welberg, MJW de Klup, de John F. Kennedy Groep en de Bridgeclub Welberg. Tijdens het carnavalsfeest heet de Welberg de Raldal.

## Geboren
- Janske Gorissen (1906-1960), zieneres
- Pierre van Hooijdonk (1969), ex-voetballer